# 네이티브 선
네이티브 선(Native Son)은 미국에서 제작된 라쉬드 존슨 감독의 2019년 드라마 영화이다. 닉 로빈슨 등이 주연으로 출연하였다.

## 출연

### 주연
- 닉 로빈슨
- 산나 라단
- 마가렛 퀄리